# Uruca
Uruca – dystrykt w Kostaryce, w kantonie San José, w prowincji San José.

## Geografia
Uruca ma powierzchnię 8,44 kilometrów kwadratowych i leży na wysokości 1 112 m n.p.m..

## Demografia
Według zliczenia ludności w 2011 roku w dystrykcie Uruca mieszkało 31 728 mieszkańców.

## Transport

### Transport drogowy
Przez dystrykt Uruca biegną następujące drogi krajowe:
- Droga krajowa nr 1
- Droga krajowa nr 3
- Droga krajowa nr 39
- Droga krajowa nr 100
- Droga krajowa nr 101
- Droga krajowa nr 108